# Shinichi Morishita
Shinichi Morishita (n. 28 decembrie 1960) este un fost fotbalist japonez.

## Statistici
| Japonia | Japonia | Japonia |
| An      | Meciuri | Goluri  |
| ------- | ------- | ------- |
| 1985    | 2       | 0       |
| 1986    | 4       | 0       |
| 1987    | 10      | 0       |
| 1988    | 2       | 0       |
| 1989    | 3       | 0       |
| 1990    | 6       | 0       |
| 1991    | 1       | 0       |
| Total   | 28      | 0       |